# Wedge Tomb von Kealanine
Das Wedge Tomb von Kealanine liegt auf der nach Norden gerichteten Schulter eines Felsgrates zwischen Bantry und Skibbereen im Townland Kealanine (irisch Caol an Eidhinn) in der Baronie Carbery West (West Division) (irisch Cairbrigh Thiar (an Roinn Thiar)) im County Cork in Irland.
Wedge Tombs (dt. Keilgräber), früher auch „wedge-shaped gallery grave“ genannt, sind doppelwandige, ganglose, mehrheitlich ungegliederte Megalithbauten der späten Jungsteinzeit und der frühen Bronzezeit.
Es wurde in den 1960er Jahren ausgegraben. Die für ein Wedge Tomb ungewöhnlicherweise West-Ost-orientierte Anlage, deren westliche Zugangsseite in eine verbuschte Feldgrenze integriert ist, ist 3,7 m lang und im schmaleren Osten 1,1 m breit. Nord- und Südseite werden aus jeweils drei Steinen gebildet, die nach Osten hin an Höhe abnehmen. Die Kammer wurde von zwei Decksteinen bedeckt. Der westliche ist in die Kammer gefallen.
Die Feldgrenze enthält einige größere Steine, die vielleicht von der Fassade stammen. Die Nordseite des Grabes fällt ins nahe Tal ab. Es gibt keinen Hinweis auf einen Cairn.